# بریمونیدین
بریمونیدین (به انگلیسی: brimonidine) یا بریموگان(نام تجاری در ایران) دارویی است که برای درمان آب سیاه (گلوکوم) زاویه باز، فشار بالای چشم و آکنه روزاسه استفاده میشود. در مورد آکنه روزاسه قرمزی را بهبود میبخشد. از بریمونیدین به عنوان قطره چشم یا بر روی پوست استفاده میشود.
رده درمانی: آگونیست گیرنده α2 آدرنرژیک، میوتیک
اشکال دارویی: قطره چشمی

## موارد مصرف
بریمونیدین برای درمان گلوکوم(فشار چشم) زاویه باز یا هیپرتانسیون چشمی بکار برده می‌شود.

## مکانیسم اثر
آگونیست گیرنده α2 آدرنرژیک است. موجب کاهش ترشح زلالیه و افزایش خروج آن از چشم می‌شود.

## عوارض جانبی
سرگیجه ، خواب آلودگی، خستگی، خشکی دهان، طعم بد، ناراحتی معده، تاری دید، پرخوری، سرفه.